# جوجل.أورج
جوجل.أورغ، التي تأسست في أكتوبر 2005، هي الذراع الخيرية لشركة جوجل، وهي شركة تكنولوجيا متعددة الجنسيات. خصصت المنظمة حوالي 100 مليون دولار أمريكي للاستثمارات والمنح للمنظمات غير الربحية سنويا.
تشتهر المنظمة بتقديم العديد من المنح للمنظمات غير الربحية التي تستخدم التكنولوجيا والبيانات بطرق مبتكرة لدعم العدالة العرقية، والفرص التعليمية، والاستجابة للأزمات بعد الأوبئة الصحية والكوارث الطبيعية، والقضايا التي تؤثر على مجتمع منطقة خليج سان فرانسيسكو حيث يقع المقر الرئيسي لها. تستضيف المنظمة كذلك مسابقات منتظمة في جميع أنحاء العالم من أجل تحفيز الاستخدامة المبتكرة للتقانة لمعالجة التحديات المحلية.